# Jackson Township (comté de Randolph, Missouri)
Pour les articles homonymes, voir Jackson Township.
Jackson Township est un ancien township, situé dans le comté de Randolph, dans le Missouri, aux États-Unis,.
Le township est baptisé en référence au village de Hancock Lee Jackson (en), un pionnier devenu 13e gouverneur du Missouri.

### Source de la traduction
- (en) Cet article est partiellement ou en totalité issu de l’article de Wikipédia en anglais intitulé « Jackson Township, Randolph County, Missouri » (voir la liste des auteurs).